# Viure i morir a Los Angeles
Viure i morir a Los Angeles (títol original en anglès To Live and Die in L.A.) és una pel·lícula estatunidenca dirigida per William Friedkin i estrenada l'any 1985.

## Comentaris
Basada en la novel·la escrita per l'ex-agent del servei secret Gerald Petievich, que a més va escriure el guió al costat de William Friedkin. El director de L'exorcista i French Connection, Friedkin va caure en l'oblit en no encertar plenament amb les pel·lícules que va dirigir a continuació. Fins que el 1985 va filmar aquesta sòlida història de venjança i violència. La història es desenvolupa fàcilment, t'atrapa immediatament i manté la tensió fins a l'últim minut. En aquest film es demostra que la ficció pot ser superada per la realitat, perquè això és el que reflecteix, realitat implacable. On els bons no són tan bons i els dolents no ho són tant.	

## Repartiment
- William Petersen: Richard Chance
- Willem Dafoe: Eric "Rick" Masters
- John Pankow: John Vukovich
- Michael Greene: Jimmy Hart
- Debra Feuer: Bianca Torres
- John Turturro: Carl Cody
- Darlanne Fluegel: Ruth Lanier
- Dean Stockwell: Bob Grimes
- Steve James: Jeff Rice
- Robert Downey Sr.: Thomas Bateman (acreditat: Robert Downey)
- Jane Leeves: Serena (acreditat: Jane Leaves)
- Gerald Petievich: Agent Petievich